# Манев, Иван
Ива́н Ма́нев (23 ноября 1950) — болгарский гребец-байдарочник, выступал за сборную Болгарии во второй половине 1970-х годов. Бронзовый призёр летних Олимпийских игр в Москве, участник Олимпийских игр в Монреале, победитель регат национального значения.

## Биография
Иван Манев родился 23 ноября 1950 года.
Благодаря череде удачных выступлений удостоился права защищать честь страны на летних Олимпийских играх 1976 года в Монреале — при содействии таких гребцов как Божидар Миленков, Николай Начев и Васил Чилингиров участвовал здесь в гонках байдарок-четвёрок на дистанции 1000 метров, успешно вышел в финальную стадию турнира, однако в решающем заезде финишировал лишь седьмым. Кроме того, стартовал в одиночках на пятистах метрах, но добрался только до стадии полуфиналов.
После монреальской Олимпиады Манев остался в основном составе национальной команды Болгарии и продолжил принимать участие в крупнейших международных регатах. В 1980 году он прошёл квалификацию на Олимпийские игры в Москву — с четырёхместным экипажем, куда также вошли гребцы Лазар Христов, Борислав Борисов и Божидар Миленков, завоевал на километровой дистанции бронзовую медаль — лучше финишировали лишь команды ГДР и Румынии. Став бронзовым олимпийским призёром, вскоре Иван Манев принял решение завершить спортивную карьеру.